# Courtepin
Courtepin är en ort och kommun i distriktet Lac i kantonen Fribourg, Schweiz. Kommunen hade 5 765 invånare (2023). Den 1 januari 2003 inkorporerades kommunen Courtaman in i Courtepin och den 1 januari 2017 inkorporerades kommunerna Barberêche, Villarepos och Wallenried.